# Liste der Stolpersteine in Bad Mergentheim

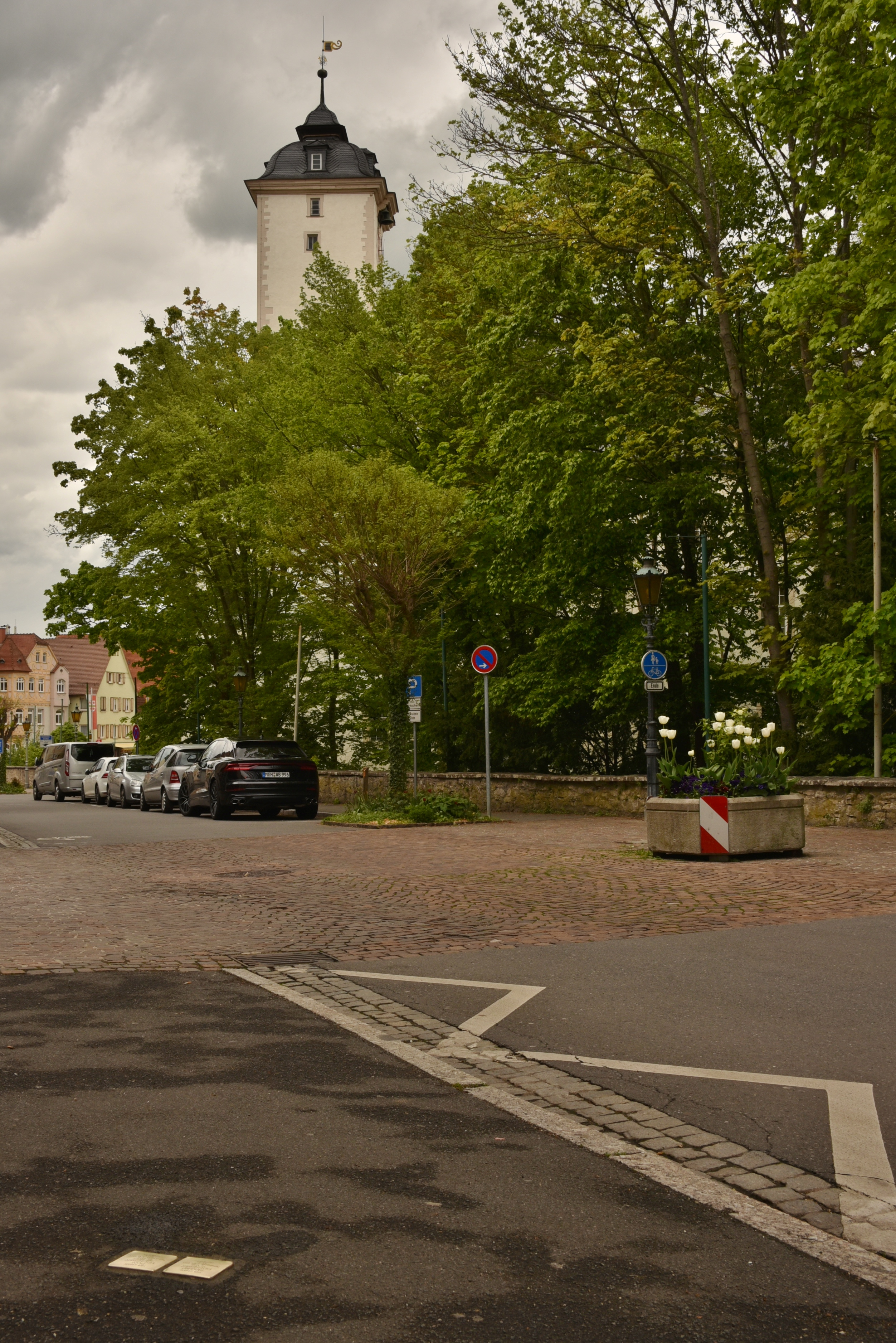
Stolpersteine in Bad Mergentheim

In der Liste der Stolpersteine in Bad Mergentheim werden die in Bad Mergentheim in Baden-Württemberg und entsprechenden Teilorten verlegten Stolpersteine aufgeführt. Die Stolpersteine sind ein Projekt des Künstlers Gunter Demnig und sollen an das Schicksal der Menschen erinnern, die im Dritten Reich ermordet, deportiert, vertrieben oder in den Suizid getrieben wurden.
Die ersten Verlegungen in Bad Mergentheim fanden am 23. März 2009 auf Privatgrund der Realschule St. Bernhard statt. Erst zehn Jahre später konnten, durch die Arbeit des Vereins Stolpersteine Bad Mergentheim e. V., erstmals Stolpersteine auf öffentlichem Grund verlegt werden.

## Liste
In Bad Mergentheim wurden bisher 59 Stolpersteine an 19 Adressen verlegt. 

Die Tabelle ist teilweise sortierbar; die Grundsortierung erfolgt alphabetisch nach dem Familiennamen des Opfers.
| Stolperstein                                       | Inschrift | Verlegeort                       | Name, Leben                                  |
| -------------------------------------------------- | --- | -------------------------------- | -------------------------------------------- |
|                                                    | HIER WOHNTE ARON ADLER JG. 1873 FLUCHT 1938 USA                                                                                        | Hans-Heinrich-Ehrler-Platz 24    | Aron Adler Biographie                        |
|                                                    | HIER WOHNTE ELSA ADLER JG. 1895 DEPORTIERT 1941 RIGA ERMORDET                                                                          | Ratsstraße 13 Edelfingen         | Elsa Adler Biographie                        |
|                                                    | HIER WOHNTE ERNA ADLER JG. 1904 FLUCHT 1938 USA                                                                                        | Hans-Heinrich-Ehrler-Platz 24    | Erna Adler Biographie                        |
|                                                    | HIER WOHNTE FRIEDA ADLER JG. 1908 FLUCHT 1938 HOLLAND VERSTECKT VOM NIEDERLÄNDISCHEN WIDERSTAND                                        | Hans-Heinrich-Ehrler-Platz 24    | Frieda Adler Biographie                      |
|                                                    | HIER WOHNTE HEDWIG ADLER JG. 1897 RIGA ERMORDET                                                                                        | Ratsstraße 13 Edelfingen         | Hedwig Adler Biographie                      |
|                                                    | HIER WOHNTE LOUISE ADLER GEB. KAUFMANN JG. 1882 FLUCHT 1938 USA                                                                        | Hans-Heinrich-Ehrler-Platz 24    | Lousie Adler geb. Kaufmann Biographie        |
|                                                    | HIER WOHNTE ZILLI ADLER JG. 1895 DEPORTIERT 1941 RIGA ERMORDET                                                                         | Ratsstraße 19 Edelfingen         | Zilli Adler Biographie                       |
|                                                    | HIER WOHNTE IDA BIERIG GEB. WEIL JG. 1873 DEPORTIERT 1942 THERESIENSTADT 1942 TREBLINKA ERMORDET                                       | Mittlere Straße 1 Edelfingen     | Ida Bierig Biographie                        |
|                                                    | HIER WOHNTE ISAAK BIERIG JG. 1869 DEPORTIERT 1942 THERESIENSTADT 1942 TREBLINKA ERMORDET                                               | Mittlere Straße 1 Edelfingen     | Isaak Bierig Biographie                      |
|                                                    | HIER WOHNTE JETTE DAVID GEB. EHRENBERG JG. 1861 DEPORTIERT 1942 THERESIENSTADT ERMORDET 20.1.1943                                      | Alte Frankenstraße 30 Edelfingen | Jette David Biographie                       |
| Stolperstein Getta Eckmann                         | HIER WOHNTE GETTA ECKMANN GEB. LEHMANN JG. 1882 DEPORTIERT 1941 RIGA ERMORDET                                                          | Mühlwehrstraße 18                | Getta Eckmann geb. LehmannBiographie         |
|                                                    | HIER WOHNTE JOSEF ECKMANN JG. 1888 DEPORTIERT 1941 RIGA ERMORDET                                                                       | Mühlwehrstraße 18                | Josef Eckmann Biographie                     |
| Stolperstein für Lina Eckmann                      | HIER WOHNTE LINA ECKMANN GEB. FRÖHLICH JG. 1881 DEPORTIERT 1941 RIGA ERMORDET                                                          | Mühlwehrstraße 18                | Lina Eckmann geb. Fröhlich Biographie        |
| Stolperstein Ludwig Eckmann                        | HIER WOHNTE LUDWIG ECKMANN JG. 1923 DEPORTIERT 1941 RIGA STUTTHOF 1944 ERMORDET                                                        | Mühlwehrstraße 18                | Ludwig Eckmann Biographie                    |
| Stolperstein Rosa Eldod                            | HIER WOHNTE ROSA ELDOD GEB. FRÖHLICH JG. 1908 DEPORTIERT 1941 RIGA ERMORDET APRIL 1942                                                 | Holzapfelgasse 8                 | Rosa Eldod geb. Fröhlich                     |
|                                                    | HIER WOHNTE AMALIE FRANK GEB. SAHM JG. 1862 DEPORTIERT 1942THERESIENSTADT 1942 TREBLINKA ERMORDET                                      | Theobaldstraße 9 Edelfingen      | Amalie Frank geb. Sahm Biographie            |
|                                                    | HIER WOHNTE BERTA FRANK GEB. GRÜNFELD JG. 1900 DEPORTIERT 1941 RIGA ERMORDET                                                           | Alte Frankenstraße 9 Edelfingen  | Berta Frank geb. Grünfeld Biographie         |
|                                                    | HIER WOHNTE GERTRUD FRANK JG. 1926 DEPORTIERT 1941 RIGA ERMORDET                                                                       | Alte Frankenstraße 9 Edelfingen  | Gertrud Frank Biographie                     |
|                                                    | HIER WOHNTE JAKOB FRANK JG.1889 FLUCHT 1938 USA                                                                                        | Alte Frankenstraße 9 Edelfingen  | Jakob Frank Biographie                       |
|                                                    | HIER WOHNTE RUTH FRANK JG. 1928 DEPORTIERT 1941 RIGA ERMORDET                                                                          | Alte Frankenstraße 9 Edelfingen  | Ruth Frank Biographie                        |
|                                                    | HIER WOHNTE SALOMON FRANK JG. 1936 DEPORTIERT 1941 RIGA ERMORDET                                                                       | Alte Frankenstraße 9 Edelfingen  | Salomon Frank Biographie                     |
|                                                    | HIER WOHNTE ANNA FRÖHLICH GEB. OPPENHEIMER JG. 1853 DEPORTIERT 1942 THERESIENSTADT ERMORDET 18.4.1943                                  | Mühlwehrstraße 18                | Anna Fröhlich geb. Oppenheimer Biographie    |
| Stolperstein Berta Froehlich                       | HIER WOHNTE BERTA FRÖHLICH GEB. NEUHAUS JG. 1873 DEPORTIERT 1942 THERESIENSTADT ERMORDET 4.2.1943                                      | Holzapfelgasse 8                 | Berta Fröhlich geb. Neuhaus, Biographie      |
|                                                    | HIER WOHNTE GITA FRÖHLICH JG. 1883 EINGEWIESEN JACOBY'SCHE ANSTALT BENDORF-SAYN DEPORTIERT 1942 SOBIBOR ERMORDET 15.6.1942             | Mühlwehrstraße 18                | Gita Fröhlich Biographie                     |
| Stolperstein Emanuel Furchheimer Burgstraße 22     | HIER WOHNTE EMANUEL FURCHHEIMER JG. 1862 DEPORTIERT 1.9.1942 THERESIENSTADT ERMORDET 19.9.1942                                         | Burgstraße 22 (Lage)             | Emanuel Furchheimer Biographie               |
| Stolperstein Fanny Furchheimer Burgstraße 22       | HIER WOHNTE FANNY FURCHHEIMER GEB. LUCK JG. 1861 DEPORTIERT 1.9.1942 THERESIENSTADT ERMORDET 3.9.1942                                  | Burgstraße 22 (Lage)             | Fanny Furchheimer geb. Luck Biographie       |
| Stolperstein Sigmund Furchheimer Burgstraße 22     | HIER WOHNTE SIGMUND FURCHHEIMER JG. 1893 ANGEKLAGT 1939 SOG. RASSENSCHANDE FLUCHT 1940 Italien                                         | Burgstraße 22 (Lage)             | Sigmund Furchheimer Biographie               |
|                                                    | HIER WOHNTE GRETCHEN GRÜNFELD GEB. SULZBACHER JG. 1867 DEPORTIERT 1942 THERESIENSTADT ERMORDET 13.5.1944                               | Alte Frankenstraße 9 Edelfingen  | Gretchen Grünfeld geb. Sulzbacher Biographie |
| Stolperstein Fanny Igersheimer Kapuzinergasse 14   | HIER WOHNTE FANNY IGERSHEIMER GEB. SINGER JG. 1889 DEPORTIERT 1.12.1941 RIGA ERMORDET                                                  | Kapuzinergasse 14 (Lage)         | Fanny Igersheimer Biographie                 |
| Stolperstein Sigmund Igersheimer Kapuzinergasse 14 | HIER WOHNTE SIGMUND IGERSHEIMER JG. 1880 DEPORTIERT 1.12.1941 RIGA ERMORDET                                                            | Kapuzinergasse 14 (Lage)         | Sigmund Igersheimer Biographie               |
| Stolperstein Rosa Ledermann                        | HIER WOHNTE ROSA LEDERMANN GEB. KATZENBERGER JG. 1877 DEPORTIERT 1942 TRANSIT-GHETTO IZBICA ERMORDET                                   | Härterichstraße 7                | Rosa Ledermann geb. Katzenbeger Biographie   |
|                                                    | HIER WOHNTE ROSA LILIENSTRAUSS JG. 1893 DEPORTIERT 1941 RIGA-JUNGFERNHOF ERMORDET                                                      | Alte Frankenstraße 30 Edelfingen | Rosa Lilienstrauss Biographie                |
| Stolperstein Ernst Prager                          | HIER WOHNTE ERNST PRAGER JG. 1926 Flucht 1940 USA                                                                                      | Hans-Heinrich-Ehrler-Platz 28    | Ernst Prager Biographie                      |
| Stolperstein Ilse Prager                           | HIER WOHNTE ILSE PRAGER JG. 1924 Flucht 1940 USA                                                                                       | Hans-Heinrich-Ehrler-Platz 28    | Ilse Prager Biographie                       |
| Stolperstein Johanna Prager                        | HIER WOHNTE JOHANNA PRAGER GEB. SICHEL JG. 1897 Flucht 1940 USA                                                                        | Hans-Heinrich-Ehrler-Platz 28    | Johanna Prager Biographie                    |
| Stolperstein Sally Prager                          | HIER WOHNTE SALLY PRAGER JG. 1893 Flucht 1940 USA                                                                                      | Hans-Heinrich-Ehrler-Platz 28    | Sally Prager Biographie                      |
|                                                    | HIER WOHNTE HANNCHEN ROTHSCHILD GEB. HAAS JG. 1892 DEPORTIERT 1942 IZBICA ERMORDET                                                     | Holzapfelgasse 15                | Hannchen Rothschild geb. Haas Biographie     |
|                                                    | HIER WOHNTE KÄTHE ROTHSCHILD JG. 1928 DEPORTIERT 1942 IZBICA ERMORDET                                                                  | Holzapfelgasse 15                | Käthe Rothschild Biographie                  |
|                                                    | HIER WOHNTE LOUIS ROTHSCHILD JG. 1883 GEDEMÜTIGT / ENTRECHTET FLUCHT IN DEN TOD TOT 24.3.1942                                          | Holzapfelgasse 15                | Louis Rothschild Biographie                  |
|                                                    | HIER WOHNTE JOSEF SCHORSCH JG. 1894 'SCHUTZHAFT' 1938 DACHAU VERHAFTET 1939 SACHSENHAUSEN ERMORDET 24.8.1940                           | Alte Frankenstraße 41 Edelfingen | Joseph Schorsch Biographie                   |
|                                                    | HIER WOHNTE BERTA SCHORSCH GEB. SCHLOSS JG. 1854 EINGEWIESEN 1939 HEILANSTALT HEGGBACH DEPORTIERT 1942 ERMORDET IN AUSCHWITZ           | Alte Frankenstraße 41 Edelfingen | Berta Schorsch geb. Schloss Biographie       |
|                                                    | HIER WOHNTE SIMON SCHORSCH JG. 1898 DEPORTIERT 1941 RIGA ERMORDET                                                                      | Alte Frankenstraße 41 Edelfingen | Simon Schorsch Biographie                    |
| Stolperstein Betty Strauß                          | HIER WOHNTE BETTY STRAUSS GEB. SCHÖNBERGER JG. 1875 DEPORTIERT 1942 THERESIENSTADT ERMORDET IN TREBLINKA                               | Dorfstraße 104 Wachbach          | Betty Strauss geb. Schönberger Biographie    |
|                                                    | HIER WOHNTE HEINRICH STRAUSS JG. 1869 DEPORTIERT 1942 THERESIENSTADT TOT 20.12.1943                                                    | Holzapfelgasse 15                | Heinrich Strauss Biographie                  |
|                                                    | HIER WOHNTE JULIUS STRAUSS JG. 1873 DEPORTIERT 1942 THERESIENSTADT TOT                                                                 | Holzapfelgasse 15                | Julius Strauss Biographie                    |
| Stolperstein Flora Weil                            | HIER WOHNTE FLORA WEIL GEB. FRÖHLICH JG. 1901 DEPORTIERT 1942 TRANSIT-GHETTO IZBICA ERMORDET                                           | Holzapfelgasse 8                 | Flora Weil geb. Fröhlich                     |
| Stolperstein Sofia Weinberg                        | HIER WOHNTE SOFIA WEINBERG GEB. FRÖHLICH JG. 1900 DEPORTIERT 1941 LODZ/LITZMANNSTADT CHELMNO/KULMNHOF ERMORDET MAI 1942                | Holzapfelgasse 8                 | Sofia Weinberger geb. Fröhlich               |
|                                                    | HIER WOHNTE JEANETTE WEISSBURGER GEB. WEISBURGER JG. 1876 DEPORTIERT 1942 THERESIENSTADT 1942 TREBLINKA ERMORDET                       | Obere Mauergasse 68              | Jeanette Weissburger Biographie              |
|                                                    | HIER WOHNTE LEOPOLD WEISSBURGER JG. 1880 DEPORTIERT 1941 RIGA-JUNGFERNHOF ERMORDET                                                     | Obere Mauergasse 68              | Leopold Weissburger Biographie               |
|                                                    | HIER WOHNTE JETTE WERTHEIMER JG. 1879 DEPORTIERT 1941 RIGA ERMORDET                                                                    | Ritterplatz 4 Wachbach           | Jette Wertheimer Biographie                  |
|                                                    | HIER WOHNTE MARIE WERTHEIMER JG. 1874 DEPORTIERT 1942 THERESIENSTADT ERMORDET 28.9.1942                                                | Ritterplatz 4 Wachbach           | Marie Wertheimer Biographie                  |
|                                                    | HIER WOHNTE BRUNO WÜRZBURGER JG. 1930 DEPORTIERT 1942 THERESIENSTADT 1944 AUSCHWITZ ERMORDET                                           | Wettgasse 10                     | Bruno Würzburger Biographie                  |
|                                                    | HIER WOHNTE FERDINAND WÜRZBURGER JG. 1874 SYNAGOGENVORSTEHER DEPORTIERT 1942 THERESIENSTADT ERMORDET 6.4.1944                          | Wettgasse 10                     | Ferdinand Würzburger Biographie              |
|                                                    | HIER WOHNTE IDA WÜRZBURGER GEB. SOMMER JG.1889 DEPORTIERT 1942 THERESIENSTADT 1944 AUSCHWITZ ERMORDET                                  | Wettgasse 10                     | Ida Würzburger geb. Sommer Biographie        |
|                                                    | HIER WOHNTE LINA WÜRZBURGER JG. 1877 DEPORTIERT 1942 TRANSIT-GHETTO IZBICA ERMORDET                                                    | Wettgasse 10                     | Lina Würzburger Biographie                   |
|                                                    | HIER WOHNTE ROSA WÜRZBURGER JG. 1872 DEPORTIERT 1942 THERESIENSTADT ERMORDET 8.9.1942                                                  | Wettgasse 10                     | Rosa WürzburgerBiographie                    |
|                                                    | HIER WOHNTE SAMUEL WÜRZBURGER JG. 1870 FLUCHT 1937 HOLLAND INTERNIERT WESTERBORK DEPORTIERT 1943 AUSCHWITZ ERMORDET 1.2.1943           | Wettgasse 10                     | Samuel Würzburger Biographie                 |
|                                                    | HIER WOHNTE SELMA WÜRZBURGER JG. 1921 VERHAFTET 1940 SOG. RASSENSCHANDE 1940 RAVENSBRÜCK 'VERLEGT' 1942 BERNBURG ERMORDET NACH ANKUNFT | Wettgasse 10                     | Selma Würzburger Biographie                  |

## Verlegedaten
Gunter Demnig bzw. Katja Demnig verlegten die Stolpersteine von Bad Mergentheim an folgenden Tagen:
- 23. März 2009: Holzapfelgasse 15 (Realschule St. Bernhard) (von Gunter Demnig)
- 4. April 2019, Burgstraße 22 und Kapuzinergasse 14 (von Gunter Demnig)
- 7. Oktober 2021, Hans-Heinrich-Ehrler-Platz 24, Wettgasse 10, Ratsstraße 13, Ratsstraße 19, Alte Frankenstraße 19, Alte Frankenstraße 41 (von Katja Demnig)
- 9. Mai 2022, Mühlwehrstraße 18, Dorfstraße 104, Ritterplatz 4 (von Katja Demnig)
- 19. Juni 2023, Hans-Heinrich-Ehrlerplatz 28, Holzapfelgasse 8, Härterichstraße 7 (von Katja Demnig)
- 6. Juni 2024, Obere Mauergasse 68, Alte Frankenstraße 30, Mittlere Straße 1, Theobaldstraße 9 (von Katja Demnig)